# سیارک ۹۲۳۴
سیارک ۹۲۳۴ (به انگلیسی: 9234 Matsumototaku، نامگذاری:1997CH4)۹۲۳۴مین سیارک کشف شده‌است که در ۰۳ فوریه ۱۹۹۷ کشف شد.